# Bundy (singolo)
Bundy è un singolo della cantante italiana Rose Villain, pubblicato il 21 aprile 2020 dalle etichette discografiche Arista e Sony Music Italy.

## Video musicale
Il video di Bundy, diretto dalla stessa Villain insieme a Sixpm è stato pubblicato sul canale YouTube dell'artista il 21 Aprile 2020.

## Tracce
Testi e musiche di Rosa Luini, Andrea Ferrara e Nicolò Pucciarmati.
1. Bundy – 1:47